# Његошева заветна црква
Његошева заветна црква се налазила на Језерском врху, на Ловћену. Цркву-капелу посвећену Светом Петру Цетињском, по својој замисли, подигао је Петар II Петровић Његош, 1845. године, са жељом да у њој буде сахрањен.
Његош је умро 19. (31) октобра 1851. године, да би био првобитно сахрањен у Цетињском манастиру, због бојазни да би Турци могли оскрнавити гроб. Тек 27. августа 1855. године његове кости су пренете на Ловћен. Павле Ровински је пред Петровдан присуствовао помену Његошу у капели, а молитву је предводио поп Саво са Његуша. Поп Саво је са своја четири ученика, поред службе, организовао и пуцњаву из топа, поред капеле, да би се увеличале свечаности пред Петровдан.
Коначно рушење цркве-капеле је обављено 1972. године, да би се ослободио простор за подизање маузолеја, 1974. године.

## Рушење и обнова
Аустријанци су, током Првог светског рата, из Бококоторског залива бомбардовали капелу. Послат је 11. јануара 1916. године телеграм у Беч у којем је писало: Пао је Ловћен бастион српства. Након капитулације Црне Горе, окупаторски гувернер Вебер, по наредби Врховне команде, наредио је ексхумацију Његошевих костију, како би се његова капела срушила и на том месту изградио споменик у знак аустријског освајања Ловћена. Ексхумација је извршена 12. августа 1916. године, и Његошеви остаци су пренесени у Цетињски манастир. Црквица је разрушена и расписан је конкурс за изградњу споменика августа 1918. године, која није остварена, пошто је Аустрија изгубила рат.
По предлогу митрополита црногорско-приморског Гаврила Дожића од 14. новембра 1920. године, Свети архијерејски сабор и Свети синод Српске православне цркве доноси се одлука о обнови капеле. Пред крај септембра 1923. је јављено да ће краљ Александар I Карађорђевић, унук црногорског краља Николе Петровића Његоша, преузети на себе трошкове подизања гробнице и да је један архитекта већ отишао на Ловћен да сними ситуациони план и скицира "споменик гробнице". Именован је одбор за свечаност, са представницима разних институција: Јован Цвијић испред Академије, Срета Стојковић испред Књижевне задруге итд. Првобитно је било планирано да се велика свечаност преноса обави на Петровдан 1924, али Министарство вера није имало довољно средстава (само пут Цетиње–Ловћен би коштао 1,2 милиона динара, а министарство је имало одвојено пола милиона), а и "није стигао ни г. Мештровић са израдом Његошеве гробнице". Почетком јула 1925. се извештава да г. Урош Предић ради иконе, у изради је саркофаг од белог венчачког мермера а гради се и пут према капели.
Капела је обновљена 10. септембра 1925. године, а освећена 12. септембра. Ковчег са Његошевим костима је стигао на Ловћен и спуштен у саркофаг 21. септембра. Митрополит Дожић је наводно осујетио првобитну намеру југословенског краља Александра Карађорђевића да на том месту подигне (пагански) маузолеј Његошев, рад Мештровића. Горазд Чешки је био један од четворице владика, поред митрополита црногорско-приморског Гаврила Дожића, битољског Јосифа и тимочког Емилијана) који су унијели ковчег са Његошевим костима у нову капелу на Ловћену.

## Изглед капеле
Архитекта Николај Краснов је, по жељи краља Александра Карађорђевића, водио изградњу и рестаурацију на највишем нивоу тадашњих знања конзерваторске струке, сачувавши место, основу, облик и половину камена старе капеле.
Обновљена капела је израђена од тесаног ловћенског камена донесеног из рудника „Златице”, у две кружне форме, коју су чиниле једна већа и једна мања, с тим да је све што је остало од старе капеле узидано у обновљену. Величина и облик старе и нове капеле били су исти, док је простор око нове капеле нешто проширен. Око капеле је подигнута ограда са степеницама од тесаног камена и на врх капеле је постављен крст од мермера са Венчаца.
Унутрашњост је била израђена по узору старе капеле. Под капеле и олтара су покривени мермерним плочама са Брача. На мермерној спомен плочи урезано је златним словима:
При улазу стајала је икона светог Ђорђа, са жртвеником из старе капеле у олтару. У унутрашњости, насликане на мраморним плочама, налазе се иконе светога Петра Цетињског, светога Василија Острошког, светога Стефана Пиперског и светога Јована Владимира. Поврх ових икона је фреска Господа Исуса Христа. Капелу је осликао Урош Предић. Свети престо је био на истоме месту као у старој капели и оспособљен је за вршење богослужења.
У капели, са десне стране, постављени су саркофаг, покривен једном плочом од мермера и круна, израђена од истог мермера. Испод саме круне је Његошев лик у мозаику. Са стране саркофага је узидан у зид камен Његуша и на њему је такође насликан Његошев лик. Златним словима израђени су цитати из Горског вијенца: Благо томе ко довијек живи, имао се рашта и родити и Вјечна зубља, вјечне помрчине, нит догори нити свјетлост губи. Спроведен је и громобран који је капелу штитио од громова.

## Поновно рушење
Ни током Другог светског рата капела није била поштеђена. У априлу 1942. године окупаторска италијанска војска је оштетила капелу, али, срећом, причињена штета није била велика. Амблем послератне Црне Горе је садржао силуету Ловћена са Његошевом капелом.
После завршетка Другог светског рата, 1952. године, у складу са одлуком ЦК КП и Владе НР Црне Горе, приступило се договору са Иваном Мештровићем да се сруши Његошева заветна црква и уместо ње подигне маузолеј у чијој крипти би биле пренети његови посмртни остаци.
Што због беспарице, што због противљења многобројних југословенских интелектуалаца и СПЦ и смрти самог Мештровића, рушење капеле и подизање маузолеја одужило се до 1968. године, када је донета коначна одлука и дозвола за рушење. Током година, било је више покушаја да се компромисима спасе капела, тако да су постојали предлози да се маузолеј подигне на Цетињу. Камен са капеле, обележен бројевима, које је време углавном избрисало на ветрометини Иванових Корита, посложен је на ледину подно Ловћена. Било је обећано да ће Његошева заветна црква бити подигнута од истог материјала „негде друго”, помињала су се баш и Иванова корита. Но, то се није догодило.
Његошева заветна црква је до темеља срушена  1972. године, и на њеном месту 1974. године подигнут је Његошев маузолеј.  Један од радника, муслиман Исо Махмутовић из Бијелог Поља је одбио да руши православну светињу, а један Албанац из Ђаковице је први ударио крампом по зиду капеле, при рушењу Његошеве заветне цркве.
Због планираног незаконитог рушења имовине СПЦ - капеле на Ловћену, тадашњи митрополит црногорско-приморски Данило II Дајковић,  поднео је тужбу Уставном суду Југославије против Републике Црне Горе, тражећи да донесе привремену меру  одлуку о забрани рушења капеле. На челу Уставног суда Југославије у то време био је некадашњи председник црногорске владе Блажо Јовановић, исти онај који је од Ивана Мештровића наручио почетком 1950-их пројекат маузолеја на Ловћену. Уставни суд се 8. јула 1970. године прогласио ненадлежним за то питање. Нови судски процес је трајао од 1970. до 1982. када је митрополија била приморана да повуче тужбу чувши Видоја Жарковића, који је рекао да сви судови могу донијети одлуку у његову корист, црква се на Ловћену неће градити. Адвокат Радовић је био против такве одлуке и био је љут на митрополита, пошто је већ била одређена комисија од Цетињске општине која је тих дана требала да изађе на Ловћен, да се испита могућност повратка цркве.
Постоје бројне иницијативе да се Његошева капела на Ловћену обнови.